# 谢丽·派珀
谢丽·派珀（英語：Cherie Piper，1981年6月29日—），加拿大女子冰球运动员，场上位置是前锋。她曾代表加拿大国家队参加2002年、2006年和2010年冬季奥林匹克运动会冰球比赛，获得三枚金牌。